# Сейфрид, Аманда
Ама́нда Мише́ль Сайфрид (англ. Amanda Michelle Seyfried; Са́йфред (ˈsaɪfrɛd) согласно произношению; род. 3 декабря 1985, Аллентаун, Пенсильвания) — американская актриса, певица, продюсер и модель. Номинантка на премии «Золотой глобус» и «Оскар» в категории «Лучшая актриса второго плана» за исполнение роли Мэрион Дэвис в фильме «Манк».

## Ранние годы
Сайфрид родилась в Аллентауне, штат Пенсильвания, в семье психотерапевта Энн Сейфрид (урождённой Сандер) и фармацевта Джека Сайфрида. У неё есть старшая сестра Дженнифер, являющаяся солисткой органной рок-группы Love City из Филадельфии. Сайфрид имеет в большей мере немецкие корни, но также небольшую часть английских, шотландских, ирландских и валлийских. Она окончила среднюю школу Уильяма Аллена в Аллентауне в 2003 году. Осенью 2003 года Сайфрид поступила в Фордхэмский университет, но не пошла туда после того, как ей предложили роль в «Дрянных девчонках».

## Карьера
Карьера Аманды началась в детстве, в 11 лет она начала работать моделью, а в 15 лет она стала сниматься на телевидении в сериалах «Пока вращается мир» и «Все мои дети».
В 1995 году началась её актёрская карьера в её родном городе, в Аллентауне, где она ходила на занятия в местный театр. Позже Аманда подписала контракт с Image International Agency (IIA) и работала там вплоть до перехода в Bethlehem’s Pro Model Agency, в конечном итоге она подписала контракт с Wilhelmina Agency в Нью-Йорке. Карьеру модели Аманда закончила в 17 лет.
Во время работы моделью она брала уроки по вокалу в течение пяти лет у репетитора, работающего на Бродвее, и в течение двух лет изучала оперное искусство, что позволило ей выступить в мюзикле «Бриолин» на Бродвее.
В 2004 году она дебютировала в фильме «Дрянные девчонки» в роли Карен Смит. Затем были роли в фильмах «Девять жизней» (2005) и «Альфа Дог» (2006). В 2006 году она получила главную роль в популярном сериале канала HBO «Большая любовь». После этого она снялась в музыкальном фильме «Мамма Миа!» в роли Софи Шеридан. Также сыграла главные роли в фильмах «Тело Дженнифер» (2009), «Хлоя» (2009) и «Дорогой Джон» (2010).
В 2000 году она начинает играть в телешоу «Пока вращается мир» и сыграв в 27 эпизодах, ушла из сериала из-за творческих разногласий. В 2002—2003 годах она играет в сериале «Все мои дети». В 2003 году она пробуется на роль Реджины Джордж в фильме «Дрянные девчонки» в итоге роль досталась Рэйчел МакАдамс, но продюсеры отдали Аманде роль одной из подружек Реджины. Фильм собрал в мире более $ 129 млн и принес ей победу в номинации «Лучшая экранная команда» на MTV Movie Award вместе с МакАдамс и Линдси Лохан. Аманда также пробовалась на главную роль в сериале «Вероника Марс», но её роль отдали Кристен Белл, а она сама сыграла в фильме в качестве приглашённой звезды. В итоге роль её персонажа в сериале была расширена, по сравнению с первоначальной. Всего она появилась в 10 эпизодах сериала в период с 2004 по 2006 год.
В 2005 году она сыграла одну из главных ролей в фильме «Девять жизней», за которую удостоилась награды за лучшую женскую роль на международном кинофестивале в Локарно. В том же году вышел фильм «Американское оружие» с её участием. В 2006 году Аманда сыграла в пяти эпизодах сериала Wildfire и короткометражном фильме «Цыганки, бродяги и воры». Также у неё была небольшая роль Джулии Бэкли в фильме «Альфа Дог». С 2004 по 2006 год она снималась в сериалах «Доктор Хаус», «Закон и порядок: Специальный корпус», «Американский папаша!» и «C.S.I.: Место преступления». В 2008 году Аманда снялась в короткометражном фильме «Официальный отбор».

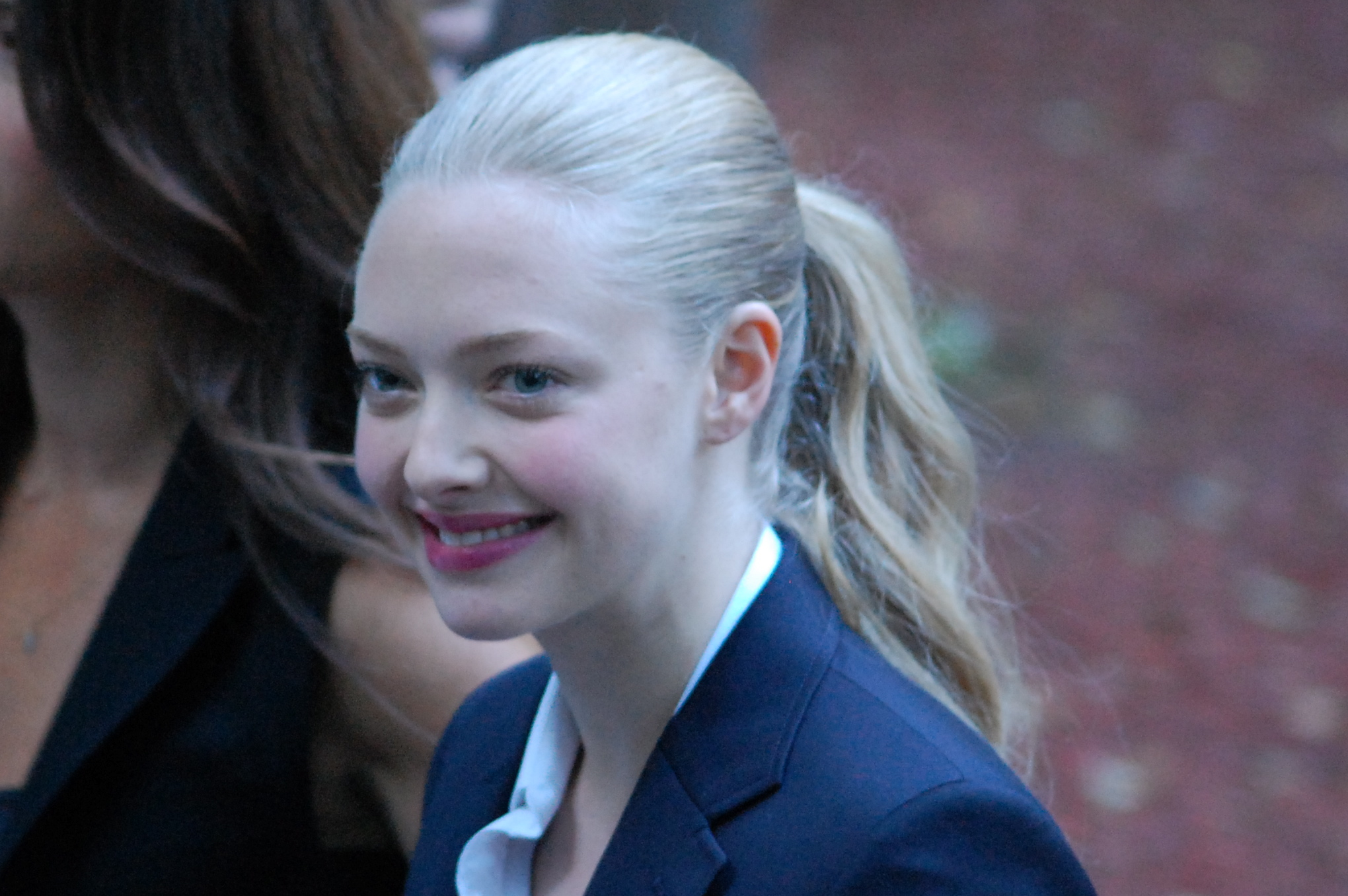
Аманда Сейфрид на кинофестивале в Торонто в 2009 году

Большим успехом для неё стала роль в сериале «Большая любовь», премьера которого состоялась 12 марта 2006 года в США. После окончания съёмок в сериале, она сыграла в хоррор-драме «Солнцестояние» и в фильме «Мамма миа!» вместе с Мерил Стрип. В марте 2008 года Аманда прошла отбор на съёмки в комедийном фильме ужасов «Тело Дженнифер», где сыграла подружку главной героини. Фильм был представлен на международном фестивале в Торонто в 2009 году и получил весьма разные оценки критиков. В том же году вышел фильм «Буги Вуги» с её участием. В 2010 году вышли два фильма с её участием: «Дорогой Джон» и «Письма к Джульетте», а в 2011 году — «Красная Шапочка» и «Время».
В декабре 2019 года Сейфрид присоединилась к звёздному актёрскому составу нового фильма Дэвида Финчера, «Манк», основанного на личной жизни и работе в Голливуде американского киносценариста Германа Дж. Манкевича. Сценарий был написан отцом Финчера, Джеком Финчером, ещё задолго до его смерти в 2003 году. Фильм вышел в американский прокат 13 ноября 2020 года и получил высокие оценки от мировой кинокритики, отмечающих помимо прочего, актёрскую игру Сейфрид. Она была выдвинута на соискание многих крупных американских премий, в том числе «Золотой глобус», «Оскар» и Выбор критиков. Позже Сейфрид сказала: «Это победа для нас обоих. Думаю, она (Марион Дэвис) бы гордилась».
В апреле 2021 года на Netflix вышел фильм жанра ужасы «Увиденное и услышанное», где Сейфрид снялась в главной роли вместе с Джеймсом Нортоном. В 2021 году вышла драма Эми Коппелман «Глоток воздуха», основанная на книге самой Коппелман, написанной ею в 2003 году, в которой Сейфрид сыграла роль Джули Дэвис — молодой матери и автора детских книг, которая борется с внутренними страхами и желанием умереть после рождения дочери.
В 2022 году вышел драматический сериал от Hulu «Выбывшая» с Сейфрид в главной роли о взлёте и падении скандально известной бизнесвумен Элизабет Холмс. Сериал основан на одноимённом подкасте Ребекки Джарвис и радио ABC. Производство сериала началось в апреле 2019 года с Кейт Маккиннон в главной роли, но в феврале 2021 года Маккиннон выбыла из проекта, а в марте её место заняла Сейфрид. Как первоначально и Маккиннон, Сейфрид также выступила продюсером проекта. Выступление Сейфрид получило восторженные отзывы. Так Джон Андерсон из «The Wall Street Journal» в своей положительной рецензии на сериал отметил, что «Мисс Сейфрид, которая была номинирована на «Оскар» за роль Марион Дэвис в прошлом году, здесь столь же откровенна, но строго как актриса, а не как окно в феномен Холмса. Её выступление совершенно захватывающе и болезненно увлекательно». За свою актёрскую работу она была удостоена премий «Эмми», «Золотой глобус» и Выбор критиков.

## Личная жизнь
Сейфрид встречалась с актёром Домиником Купером с 2008 по 2010 год, и актёром Джастином Лонгом с 2013 по 2015 год. В 2016 году она начала встречаться с актёром Томасом Садоски, партнёром по фильму «Последнее слово». Они обручились в сентябре 2016 года и тайно поженились 12 марта 2017 года, когда Аманда была на последнем месяце беременности. 15 марта в сеть были выложено множество личных фото Аманды, в том числе с Джастином Лонгом, после чего новоиспечённый муж и объявил о состоявшейся свадьбе. У них есть двое детей — дочь Нина Рэйн (род. март 2017) и сын Томас (род. сентябрь 2020).
По словам Сейфрид, она страдает от тревожного невроза, панических атак и обсессивно-компульсивного расстройства, а также имеет страх сцены, в связи с чем долгое время избегала работы в театре.
Сейфрид является членом правления общественной организации «INARA», которая предоставляет медицинские услуги детям, получившим ранения в зонах боевых действий, уделяя особое внимание детям-беженцам из Сирии.

## Фильмография
| Год       |     | Русское название                                          | Оригинальное название                                | Роль                           |
| --------- | --- | --------------------------------------------------------- | ---------------------------------------------------- | ------------------------------ |
| 2000—2002 | с   | Как вращается мир                                         | As the World Turns                                   | Люсинда Мэри «Люси» Мантгомери |
| 2002—2003 | с   | Все мои дети                                              | All My Children                                      | Джони Стеффорд                 |
| 2004      | ф   | Дрянные девчонки                                          | Mean Girls                                           | Карен Смит                     |
| 2004      | с   | Закон и порядок: Специальный корпус                       | Law & Order: Special Victims Unit                    | Тэнди МакКаин                  |
| 2004—2006 | с   | Вероника Марс                                             | Veronica Mars                                        | Лили Кейн                      |
| 2005      | ф   | Девять жизней                                             | Nine Lives                                           | Саманта                        |
| 2005      | с   | Доктор Хаус                                               | House                                                | Пэм                            |
| 2005      | ф   | Американское оружие                                       | American Gun                                         | Мышь                           |
| 2006      | с   | Дикий Огонь                                               | Wildfire                                             | Ребекка                        |
| 2006      | с   | C.S.I.: Место преступления                                | CSI: Crime Scene Investigation                       | Лейси Финн                     |
| 2006      | ф   | Альфа Дог                                                 | Alpha Dog                                            | Джулия Бэкли                   |
| 2006      | кор | Цыгане, Бродяги И Воры                                    | Gypsies, Tramps & Thieves                            | Чесси                          |
| 2006—2011 | с   | Большая любовь                                            | Big Love                                             | Сара Хенриксон                 |
| 2006      | с   | Правосудие                                                | Justice                                              | Энн Диггс                      |
| 2006      | кор | Образец повествовательной режиссуры                       | Narrative Directing Sample                           | Крисси                         |
| 2008      | в   | Солнцестояние                                             | Solstice                                             | Зои                            |
| 2008      | ф   | Мамма Миа!                                                | Mamma Mia!                                           | Софи Шеридан                   |
| 2009      | ф   | Буги Вуги                                                 | Boogie Woogie                                        | Пейдж                          |
| 2009      | ф   | Тело Дженнифер                                            | Jennifer’s Body                                      | Ниди                           |
| 2009      | ф   | Хлоя                                                      | Chloe                                                | Хлоя                           |
| 2010      | ф   | Дорогой Джон                                              | Dear John                                            | Саванна Линн Кёртис            |
| 2010      | ф   | Письма к Джульетте                                        | Letters to Juliet                                    | Софи                           |
| 2011      | ф   | Красная Шапочка                                           | Red Riding Hood                                      | Валери                         |
| 2011      | ф   | Мешок с молотками                                         | A Bag of Hammers                                     | Аманда                         |
| 2011      | ф   | Время                                                     | In Time                                              | Сильвия Вайс                   |
| 2012      | ф   | Конец любви                                               | The End of Love                                      | Аманда                         |
| 2012      | ф   | Отверженные                                               | Les Misérables                                       | Козетта                        |
| 2012      | ф   | Игра на выживание                                         | Gone                                                 | Джил Пэрриш                    |
| 2012      | кор | Минуты                                                    | The Minutes                                          | Сильвия Вайс                   |
| 2013      | ф   | Лавлейс                                                   | Lovelace                                             | Линда Лавлейс                  |
| 2013      | ф   | Большая свадьба                                           | The Big Wedding                                      | Мисси О’Коннор                 |
| 2013      | ф   | Эпик                                                      | Epic                                                 | Мэри Кэтрин                    |
| 2013      | ф   | Пит и козы                                                | Pete and Goat                                        | Дженни                         |
| 2014      | ф   | Миллион способов потерять голову                          | A Million Ways to Die in the West                    | Луиза                          |
| 2014      | кор | Собачья еда                                               | Dog Food                                             | Ева                            |
| 2014      | ф   | Пока мы молоды                                            | While We're Young                                    | Дарби                          |
| 2014      | с   | Космос: Пространство и время                              | Cosmos: A Spacetime Odyssey                          | Мари Тарп                      |
| 2015      | ф   | Третий лишний 2                                           | Ted 2                                                | Саманта Джексон                |
| 2015      | ф   | Отцы и дочери                                             | Fathers and Daughters                                | Кэти                           |
| 2015      | ф   | Пэн: Путешествие в Нетландию                              | Pan                                                  | Мэри                           |
| 2015      | ф   | Любите Куперов                                            | Love the Coopers                                     | Руби                           |
| 2016      | кор | Найденные рассказы                                        | Found Narratives                                     | Модель                         |
| 2017      | ф   | Последнее слово                                           | The Last Word                                        | Энни Шерман                    |
| 2017      | ф   | Дневник пастыря                                           | First Reformed                                       | Мэри                           |
| 2017      | ф   | Клаппер                                                   | The Clapper                                          | Джуди                          |
| 2017      | с   | Твин Пикс                                                 | Twin Peaks                                           | Бекки Бернетт                  |
| 2018      | ф   | Опасный бизнес                                            | Gringo                                               | Санни                          |
| 2018      | ф   | Анон                                                      | Anon                                                 | Девушка                        |
| 2018      | ф   | Mamma Mia! 2                                              | Mamma Mia! Here We Go Again                          | Софи Шеридан                   |
|           | кор |                                                           | Оригинальное название неизвестно                     |                                |
| 2018      | с   | Твин Пикс                                                 | Twin Peaks                                           | Бекки Бернетт                  |
| 2018—2021 | с   | Гриффины                                                  | Family Guy                                           | Элли                           |
| 2019      | тф  | Когда захочешь рассол: " Специальный выпуск улицы Сезам " | When You Wish Upon a Pickle: A Sesame Street Special | Натали Нептун                  |
| 2019      | ф   | Невероятный мир глазами Энцо                              | The Art of Racing in the Rain                        | Ив                             |
| 2020      | мф  | Скуби-Ду                                                  | Scoob!                                               | Дафна Блейк                    |
| 2020      | ф   | Тебе стоило уйти                                          | You Should Have Left                                 | Сюзанна                        |
| 2020      | ф   | Манк                                                      | Mank                                                 | Мэрион Дэвис                   |
| 2021      | ф   | Увиденное и услышанное                                    | Things Heard & Seen                                  | Кэтрин                         |
| 2021      | ф   | Полный рот воздуха                                        | A Mouthful of Air                                    | Джули Дэвис                    |
| 2022      | с   | Выбывшая                                                  | Dropout                                              | Элизабет Холмс                 |
| 2023      | с   | Переполненная комната                                     | The Crowded Room                                     | Рия Гудвин                     |
| 2023      | ф   | Семь вуалей                                               | Seven Veils                                          | Джанин                         |
| 2024      | ф   | Я не понимаю тебя                                         | I don ' t understand you                             | Кэндис                         |
| 2025      | ф   | Анна Ли                                                   | Ann Lee                                              | Анна Ли                        |
| 2025      | ф   | Горничная                                                 | The Housemaid                                        | Нина                           |
| 2025      | с   | Алая река                                                 | Long Bright River                                    | Микаэлла                       |
| 2026      | ф   | Свадьба моего бывшего друга                               | My Ex Friend ' s Wedding                             | ТВА                            |

## Дискография
| Год  | Песня                                       | Альбом                                                        |
| ---- | ------------------------------------------- | ------------------------------------------------------------- |
| 2004 | Jingle Bell Rock                            | Mean Girls                                                    |
| 2008 | Honey, Honey                                | Mamma Mia! The Movie Soundtrack                               |
| 2008 | Our Last Summer                             | Mamma Mia! The Movie Soundtrack                               |
| 2008 | Lay All Your Love on Me                     | Mamma Mia! The Movie Soundtrack                               |
| 2008 | Gimme! Gimme! Gimme! (A Man After Midnight) | Mamma Mia! The Movie Soundtrack                               |
| 2008 | The Name of the Game                        | Mamma Mia! The Movie Soundtrack                               |
| 2008 | Slipping Through My Fingers                 | Mamma Mia! The Movie Soundtrack                               |
| 2008 | I Have a Dream                              | Mamma Mia! The Movie Soundtrack                               |
| 2008 | Thank You for the Music                     | Mamma Mia! The Movie Soundtrack                               |
| 2010 | Amanda’s Love Song                          | PostTheLove                                                   |
| 2010 | Little House                                | Dear John                                                     |
| 2011 | L’il Red Riding Hood                        | Red Riding Hood                                               |
| 2012 | In My Life                                  | Les Misérables: Highlights from the Motion Picture Soundtrack |
| 2012 | A Heart Full of Love                        | Les Misérables: Highlights from the Motion Picture Soundtrack |
| 2012 | One Day More                                | Les Misérables: Highlights from the Motion Picture Soundtrack |
| 2012 | A Heart Full of Love — Reprise              | Les Misérables: Highlights from the Motion Picture Soundtrack |
| 2012 | Suddenly — Reprise                          | Les Misérables: Highlights from the Motion Picture Soundtrack |
| 2012 | Epilogue                                    | Les Misérables: Highlights from the Motion Picture Soundtrack |
| 2015 | Mean Ol' Moon                               | Ted 2                                                         |
| 2018 | Thank You for the Music                     | Mamma Mia! Here We Go Again: The Movie Soundtrack             |
| 2018 | One of Us                                   | Mamma Mia! Here We Go Again: The Movie Soundtrack             |
| 2018 | Angel Eyes                                  | Mamma Mia! Here We Go Again: The Movie Soundtrack             |
| 2018 | Dancing Queen                               | Mamma Mia! Here We Go Again: The Movie Soundtrack             |
| 2018 | I’ve Been Waiting for You                   | Mamma Mia! Here We Go Again: The Movie Soundtrack             |
| 2018 | My Love, My Life                            | Mamma Mia! Here We Go Again: The Movie Soundtrack             |
| 2018 | Super Trouper                               | Mamma Mia! Here We Go Again: The Movie Soundtrack             |

## Награды и номинации
Полный список наград и номинаций на сайте IMDb.
| Награда                                | Год  | Категория                                                            | Работа                       | Результат |
| -------------------------------------- | ---- | -------------------------------------------------------------------- | ---------------------------- | --------- |
| Оскар                                  | 2021 | Лучшая актриса второго плана                                         | Манк                         | Номинация |
| Эмми                                   | 2022 | Лучший мини-сериал или сериал-антология                              | Выбывшая                     | Номинация |
| Эмми                                   | 2022 | Лучшая актриса в мини-сериале, телефильме или сериале-антологии      | Выбывшая                     | Победа    |
| Золотой глобус                         | 2023 | Лучшая женская роль в мини-сериале, сериале-антологии или телефильме | Выбывшая                     | Победа    |
| Золотой глобус                         | 2021 | Лучшая актриса второго плана                                         | Манк                         | Номинация |
| Сатурн                                 | 2021 | Лучшая киноактриса второго плана                                     | Манк                         | Номинация |
| Общество кинокритиков Бостона          | 2020 | Лучшая актриса второго плана                                         | Манк                         | Номинация |
| Выбор критиков                         | 2021 | Лучшая актриса второго плана                                         | Манк                         | Номинация |
| Выбор критиков                         | 2023 | Лучшая женская роль в мини-сериале или телефильме                    | Выбывшая                     | Победа    |
| Выбор критиков                         | 2021 | Лучшая актриса второго плана                                         | Манк                         | Номинация |
| Ассоциация кинокритиков Чикаго         | 2020 | Лучшая актриса второго плана                                         | Манк                         | Номинация |
| Готэм                                  | 2005 | Лучший актёрский ансамбль                                            | Девять жизней                | Номинация |
| Кинофестиваль в Локарно                | 2005 | Лучшая актриса                                                       | Девять жизней                | Победа    |
| Лондонский кружок кинокритиков         | 2021 | Лучшая актриса года в роли второго плана                             | Манк                         | Номинация |
| Ассоциация кинокритиков Лос-Анджелеса  | 2020 | Лучшая женская роль второго плана                                    | Манк                         | Номинация |
| MTV Movie & TV Awards                  | 2022 | Лучшая роль в шоу                                                    | Выбывшая                     | Номинация |
| MTV Movie & TV Awards                  | 2010 | Лучший испуг                                                         | Тело Дженнифер               | Победа    |
| MTV Movie & TV Awards                  | 2010 | Лучшая женская роль                                                  | Дорогой Джон                 | Номинация |
| MTV Movie & TV Awards                  | 2009 | Лучший прорыв                                                        | Мама Миа!                    | Номинация |
| MTV Movie & TV Awards                  | 2005 | Лучшая актёрская команда                                             | Дрянные девчонки             | Победа    |
| Национальный совет кинокритиков США    | 2012 | Лучший актёрский ансамбль                                            | Отверженные                  | Победа    |
| Национальное общество кинокритиков США | 2021 | Лучшая актриса второго плана                                         | Манк                         | Номинация |
| Золотая малина                         | 2019 | Худшая женская роль                                                  | Клаппер                      | Номинация |
| Золотая малина                         | 2016 | Худшая женская роль второго плана                                    | Пэн: путешествие в Нетландию | Номинация |
| Золотая малина                         | 2016 | Худшая женская роль второго плана                                    | Любите Куперов               | Номинация |
| Спутник                                | 2021 | Лучшая женская роль второго плана                                    | Манк                         | Победа    |
| Спутник                                | 2012 | Лучший актёрский состав в кинофильме                                 | Отверженные                  | Победа    |
| Премия гильдии киноактёров США         | 2023 | Лучшая женская роль в мини-сериале или телефильме                    | Выбывшая                     | Номинация |
| Премия гильдии киноактёров США         | 2013 | Лучший актёрский состав в игровом кино                               | Отверженные                  | Номинация |
| Teen Choice Awards                     | 2013 | Актриса романтической комедии                                        | Отверженные                  | Номинация |
| Teen Choice Awards                     | 2010 | Драматическая актриса                                                | Дорогой Джон                 | Номинация |
| Teen Choice Awards                     | 2010 | Химия в кино                                                         | Дорогой Джон                 | Номинация |
| Teen Choice Awards                     | 2010 | Актриса романтической комедии                                        | Письма к Джульетте           | Номинация |
| Ассоциация телевизионных критиков      | 2022 | Личные достижения в драме                                            | Выбывшая                     | Номинация |